# Brígida Terrera
Brígida Terrera   (Barcelona, segle XV - c. 1471 (Gregorià)) va ser una jove barcelonina fundadora d'una comunitat de beguines que va donar lloc al hospital de Sant Maties de monges jerònimes.

## Biografia
Va néixer en una família pertanyent al grup de ciutadans honrats que vivia a la plaça de Santa Anna de Barcelona. El seu pare va tenir diversos càrrecs al Consell de Cent i ella va tenir un germà empresari i un altre aventurer.
Casa seva tocava amb l'hospital de Santa Margarida i dels leprosos, que li va ser lliurat el 1418 per a ella i les seves companyes, que buscaven viure en una comunitat diferent de les de Valldonzella o Pedralbes. Hi van viure fins a l'any 1431.
El 20 de juliol del 1426 la seva família li va donar 4.000 sous de propietat amb la pensió anual de 36 lliures, el que assegurava el futur de la comunitat. El 1431 va fer testament per deixar-ho tot a les altres dones que vivien amb ella, i nomenava administradora a la seva mare Àngela, que s'havia unit a la reclusió.
La comunitat va rebre el nom de «terreres» i feia tasques assistencials com l'atenció als mesells. També enterraven els penjats a les forques i ensenyaven a les noies pobres i els expòsits de l'Hospital de la Santa Creu de Barcelona. La comunitat va adoptar les normes del tercer orde franciscà i tenia en alta estima els textos de Ramon Llull.
L'any 1451, Caterina Ferré va prendre el comandament del grup de recloses. A la comunitat va començar a rebre el nom de «margaridoies». Brígida va morir el 1471 i fou enterrada a l'hospital de Santa Margarida.